# (36519) 2000 QU78
2000 QU78 (asteroide 36519) é um asteroide da cintura principal. Possui uma excentricidade de 0.11173930 e uma inclinação de 2.82117º.
Este asteroide foi descoberto no dia 24 de agosto de 2000 por LINEAR em Socorro.